# Joan Cusacková
Joan Mary Cusack (* 11. října 1962 v New Yorku, USA) je americká herečka. Jedná se o výraznou komediální umělkyni, která již byla dvakrát nominována na cenu Americké filmové akademie Oscar. Herectví se věnují i všichni čtyři její sourozenci, sestry Ann a Susan a bratři John a Bill.

## Filmografie, výběr
- 2010 Karcoolka 2 (Čarodějnice)
- 2009 Báječný svět shopaholiků (Jane Bloomwoodová)
- 2009 Je to i můj život ('soudkyně' Judge De Salvo)
- 2008 War, Inc. (Marsha)
- 2008 Kit Kittredge: Odvážná novinářka (slečna Bondová)
- 2007 Dítě z Marsu (Liz)
- 2006 Zbožňuju prachy! (Franny)
- 2005 Princezna ledu
- 2005 Strašpytlík
- 2004 Život s Helenou (Jenny Portmanová)
- 2003 Looney Tunes: Zpět v akci (matka)
- 2003 Škola ro(c)ku (Rosalie Mullinsová)
- 2000 Všechny moje lásky (Liz)
- 2000 Jdi za svým srdcem (Ruth Meyers)
- 1999 Toy Story 2: Příběh hraček (Jessie – hlas)
- 1999 Nevěsta na útěku (Peggy Flemingová)
- 1999 Miluj bližního svého (Cheryl Langová)
- 1997 Svatba naruby (Emily Montgomery)
- 1997 Jasný terč (Marcella)
- 1997 Od ucha k uchu (Nancy Tellen)
- 1996 Jedna navíc (Gloria)
- 1995 Dva v tom (Gail Dwyer)
- 1993 Addamsova rodina 2 (Debbie Jelinská)
- 1992 Hrdina proti své vůli (Evelyn Laplante)
- 1992 Hračky (Alsatia Zevo)
- 1990 Muži neopouštějí (Jody)
- 1989 Řekni cokoliv...
- 1988 Podnikavá dívka (Cyn)
- 1988 Manželství s mafií (Rose)
- 1987 Vysíláme zprávy (Blair Littonová)